# EPrix van Mexico-Stad 2016
De ePrix van Mexico-Stad 2016 werd gehouden op 12 maart 2016 op een aangepaste versie van het Autódromo Hermanos Rodríguez. Het was de vijfde race van het seizoen en de eerste keer dat er een Formule E-race werd gehouden in Mexico.
De race werd oorspronkelijk gewonnen door Lucas di Grassi voor het team ABT Schaeffler Audi Sport, maar hij werd later gediskwalificeerd omdat zijn auto na afloop van de race te licht bleek. Hierdoor werd Dragon Racing-coureur Jérôme d'Ambrosio uitgeroepen tot winnaar van de race. Sébastien Buemi werd tweede voor Renault e.Dams en zijn teamgenoot Nicolas Prost maakte het podium compleet.

## Kwalificatie
| Pos | No | Coureur                | Team                            | Q1        | Q2       | Grid |
| --- | -- | ---------------------- | ------------------------------- | --------- | -------- | ---- |
| 1   | 7  | Jérôme d'Ambrosio      | Dragon Racing                   | 1:03.992  | 1:03.705 | 1    |
| 2   | 8  | Nicolas Prost          | Renault e.Dams                  | 1:03.877  | 1:04.013 | 2    |
| 3   | 11 | Lucas di Grassi        | ABT Schaeffler Audi Sport       | 1:03.990  | 1:04.023 | 3    |
| 4   | 66 | Daniel Abt             | ABT Schaeffler Audi Sport       | 1:04.077  | 1:04.335 | 4    |
| 5   | 9  | Sébastien Buemi        | Renault e.Dams                  | 1:03.667  | 1:05.183 | 5    |
| 6   | 25 | Jean-Éric Vergne       | DS Virgin Racing Formula E Team | 1:04.268  |          | 6    |
| 7   | 55 | António Félix da Costa | Team Aguri                      | 1:04.371  |          | 17   |
| 8   | 6  | Loïc Duval             | Dragon Racing                   | 1:04.492  |          | 7    |
| 9   | 23 | Nick Heidfeld          | Mahindra Racing Formula E Team  | 1:04.523  |          | 8    |
| 10  | 4  | Stéphane Sarrazin      | Venturi Formula E Team          | 1:04.583  |          | 9    |
| 11  | 2  | Sam Bird               | DS Virgin Racing Formula E Team | 1:04.594  |          | 10   |
| 12  | 28 | Simona De Silvestro    | Andretti Formula E Race Team    | 1:04.606  |          | 11   |
| 13  | 27 | Robin Frijns           | Andretti Formula E Race Team    | 1:04.959  |          | 12   |
| 14  | 12 | Mike Conway            | Venturi Formula E Team          | 1:05.108  |          | 13   |
| 15  | 77 | Salvador Durán         | Team Aguri                      | 1:05.452  |          | 14   |
| 16  | 88 | Oliver Turvey          | NEXTEV TCR Formula E Team       | 1:06.166  |          | 15   |
| 17  | 21 | Bruno Senna            | Mahindra Racing Formula E Team  | 1:07.724  |          | 16   |
| 18  | 1  | Nelson Piquet jr.      | NEXTEV TCR Formula E Team       | geen tijd |          | 18   |

## Race
| Pos | No | Coureur                | Team                            | Rondes | Tijd/Oorzaak uitval | Grid | Punten |
| --- | -- | ---------------------- | ------------------------------- | ------ | ------------------- | ---- | ------ |
| 1   | 7  | Jérôme d'Ambrosio      | Dragon Racing                   | 43     | 48:28.409           | 1    | 28     |
| 2   | 9  | Sébastien Buemi        | Renault e.Dams                  | 43     | +0.106              | 5    | 18     |
| 3   | 8  | Nicolas Prost          | Renault e.Dams                  | 43     | +25.537             | 2    | 17     |
| 4   | 6  | Loïc Duval             | Dragon Racing                   | 43     | +26.358             | 7    | 12     |
| 5   | 27 | Robin Frijns           | Andretti Formula E Race Team    | 43     | +28.477             | 12   | 10     |
| 6   | 2  | Sam Bird               | DS Virgin Racing Formula E Team | 43     | +28.928             | 10   | 8      |
| 7   | 66 | Daniel Abt             | ABT Schaeffler Audi Sport       | 43     | +30.051             | 4    | 6      |
| 8   | 23 | Nick Heidfeld          | Mahindra Racing Formula E Team  | 43     | +36.373             | 8    | 4      |
| 9   | 4  | Stéphane Sarrazin      | Venturi Formula E Team          | 43     | +37.291             | 9    | 2      |
| 10  | 21 | Bruno Senna            | Mahindra Racing Formula E Team  | 43     | +37.603             | 16   | 1      |
| 11  | 88 | Oliver Turvey          | NEXTEV TCR Formula E Team       | 43     | +38.598             | 15   |        |
| 12  | 12 | Mike Conway            | Venturi Formula E Team          | 43     | +38.790             | 13   |        |
| 13  | 1  | Nelson Piquet jr.      | NEXTEV TCR Formula E Team       | 43     | +42.351             | 18   |        |
| 14  | 28 | Simona De Silvestro    | Andretti Formula E Race Team    | 43     | +43.971             | 11   |        |
| 15  | 77 | Salvador Durán         | Team Aguri                      | 43     | +1:03.082           | 14   |        |
| 16  | 25 | Jean-Éric Vergne       | DS Virgin Racing Formula E Team | 42     | +1 ronde            | 6    |        |
| DNF | 55 | António Félix da Costa | Team Aguri                      | 32     | Uitgevallen         | 17   |        |
| DSQ | 11 | Lucas di Grassi        | ABT Schaeffler Audi Sport       | 43     | Gediskwalificeerd   | 3    |        |

## Standen na de race

### Coureurs
| Positie | Rijder            | Team                            | Punten |
| ------- | ----------------- | ------------------------------- | ------ |
| 1       | Sébastien Buemi   | Renault e.Dams                  | 98     |
| 2       | Lucas di Grassi   | ABT Schaeffler Audi Sport       | 76     |
| 3       | Sam Bird          | DS Virgin Racing Formula E Team | 60     |
| 4       | Jérôme d'Ambrosio | Dragon Racing                   | 58     |
| 5       | Loïc Duval        | Dragon Racing                   | 44     |

### Constructeurs
| Positie | Team                            | Punten |
| ------- | ------------------------------- | ------ |
| 1       | Renault e.Dams                  | 136    |
| 2       | Dragon Racing                   | 102    |
| 3       | ABT Schaeffler Audi Sport       | 90     |
| 4       | DS Virgin Racing Formula E Team | 66     |
| 5       | Mahindra Racing Formula E Team  | 39     |